# Roy Contout
Roy Contout (Cayenne, Guayana Francesa, 11 de febrero de 1985) es un exfutbolista de Guayana Francesa que jugaba en la posición de delantero centro.

## Carrera

### Club
| Periodo   | Club                     | Apariciones | Goles |
| --------- | ------------------------ | ----------- | ----- |
| 2002-2004 | AS Beauvais              | 16          | 3     |
| 2004-2007 | FC Metz                  | 42          | 1     |
| 2007–2009 | Amiens SC                | 64          | 9     |
| 2009–2012 | AJ Auxerre               | 117         | 11    |
| 2012–2014 | FC Sochaux               | 59          | 7     |
| 2014–2015 | Royal Excelsior Mouscron | 16          | 0     |
| 2015–2016 | RS Berkane               | 20          | 1     |

### Selección nacional
A nivel de selecciones menores jugó para Francia en la categoría sub-21 en dos ocasiones en 2005 en el Torneo Maurice Revello, del cual salió campeón. Con Guayana Francesa jugó en 16 ocasiones de 2012 a 2017 y anotó cuatro goles; participó en la Copa de Oro de la Concacaf 2017.
| No | Fecha     | Sede                                                               | Rival   | Marcador | Resultado | Torneo                                        |
| -- | --------- | ------------------------------------------------------------------ | ------- | -------- | --------- | --------------------------------------------- |
| 1. | 9-6-2012  | Stade de Baduel, Cayenne, Guayana Francesa                         | Surinam | 1–0      | 2–1       | Amistoso                                      |
| 2. | 29-3-2016 | Stade Municipal Dr. Edmard Lama, Remire-Montjoly, Guayana Francesa | Cuba    | 3–0      | 3–0       | Clasificación para la Copa del Caribe de 2017 |
| 3. | 19-6-2016 | Stade Municipal Dr. Edmard Lama, Remire-Montjoly, Guayana Francesa | Haití   | 5–2      | 5–2       | Clasificación para la Copa del Caribe de 2017 |
| 4. | 7-7-2017  | Red Bull Arena, Harrison, Estados Unidos                           | Canadá  | 1–3      | 2–4       | Copa de Oro de la Concacaf 2017               |

## Logros

### Club
- Ligue 2 (1): 2004/05

### Selección nacional
- Torneo Maurice Revello (1): 2005